# سيدني إتش شتاين
سيدني إتش شتاين (بالإنجليزية: Sidney H. Stein)‏ هو محامي وقاضي أمريكي، ولد في 1945 في باسيك (نيوجيرسي) في الولايات المتحدة.